# آبي بروس
آبي بروس (بالإنجليزية: Abe Burrows)‏ هو كاتب وكاتب سيناريو وملحن ومؤلف ومخرج أمريكي، ولد في 18 ديسمبر 1910 في نيويورك في الولايات المتحدة، وتوفي بنفس المكان في 17 مايو 1985 بسبب مرض آلزهايمر.

## وصلات خارجية
- آبي بروس على موقع IMDb (الإنجليزية)
- آبي بروس على موقع ألو سيني (الفرنسية)
- آبي بروس على موقع ميوزك برينز (الإنجليزية)
- آبي بروس على موقع أول موفي (الإنجليزية)
- آبي بروس على موقع قاعدة بيانات برودواي على الإنترنت (الإنجليزية)
- آبي بروس على موقع قاعدة بيانات الأفلام السويدية (السويدية)
- آبي بروس على موقع إن إن دي بي (الإنجليزية)
- آبي بروس على موقع ديسكوغز (الإنجليزية)
- آبي بروس على موقع كينوبويسك (الروسية)